# أندريه لومير
أندريه لومير (بالفرنسية: André Lemaire)‏ هو مؤرخ فرنسي، ولد في 2 يناير 1942 في Neuville-aux-Bois ‏ في فرنسا.